# Y Luyện Niêk Đăm
Đây là một tên người Ê Đê; họ tên được viết theo thứ tự tên trước, họ sau: họ là Niê Kdăm.
Y Luyện Niêk Đăm (sinh 1943), là một chính khách Việt Nam, người gốc dân tộc Ê Đê. Ông từng là đại biểu Quốc hội Việt Nam khóa X, thuộc đoàn đại biểu Đắc Lắk, nguyên Chủ tịch Ủy ban nhân dân, Chủ tịch Hội đồng nhân dân, Bí thư Tỉnh ủy tỉnh Đắk Lắk, Phó Chủ tịch Hội đồng Dân tộc của Quốc hội khóa X.

## Cuộc đời sự nghiệp
Ông còn có tên thường gọi là Ama Hoa (ông có con gái đầu tiên H'Hoa nên gọi là cha cô Hoa), sinh ngày 9 tháng 10 năm 1943 tại buôn Tay, xã Krông Jing, huyện M'Drắk, tỉnh Đắk Lắk.
Năm 1981, ông là Phó bí thư Huyện ủy, Chủ tịch Ủy ban nhân dân huyện Krông Ana.
Bí thư Huyện ủy Krông Ana các thời kỳ năm 1983 đến năm 1985 và thời kỳ năm 1989 đến năm 1990, năm 1985, vào Ban Chấp hành Đảng bộ tỉnh.
Từ 1991 Phó Chủ tịch Hội đồng nhân dân tỉnh Đắk Lắk.
Đầu năm 1995, ông là Ủy viên Thường vụ Tỉnh ủy, tháng 11 năm 1999 là Phó Bí thư Tỉnh ủy, Chủ tịch Hội đồng nhân dân tỉnh Đắk Lắk.
Tháng 12 năm 1999, chuyển sang làm Chủ tịch Ủy ban nhân dân tỉnh Đắk Lắk.
Tháng 2 năm 2001, ông được bầu làm Bí thư Tỉnh ủy.
Tại kỳ họp thứ nhất Quốc hội Khóa X, ông được bầu là Phó Chủ tịch Hội đồng Dân tộc của Quốc hội và giữ chức vụ này cho đến khi nghỉ hưu tại buôn Kram, xã Ea Tiêu, huyện Cư Kuin, tỉnh Đắk Lắk.